# Лудовико Скарфиоти
Людовико Скарфиоти (на италиански: Ludovico Scarfiotti) e бивш пилот от Формула 1. Роден на 18 октомври 1933 година в Италия. Има десет участия в стартове от световния шампионат във Формула 1, като записва и една победа в Голямата награда на Италия през 1966 година с кола на Ферари.